# Spermacoce malabarica
Spermacoce malabarica là một loài thực vật có hoa trong họ Thiến thảo. Loài này được (Sivar. & Manilal) Sivar., R.V.Nair & Kunju miêu tả khoa học đầu tiên năm 1987.